# 경이로운 소문
《경이로운 소문》은 목요일마다 정이 작가가 카카오 웹툰에서 연재하는 웹툰이며, 이를 원작으로 한 드라마도 제작되었다.

## 연재
- 2018년 8월 16일 ~ 현재

## 같이 보기
- 경이로운 소문
- 카카오 웹툰